# Holubinka (potok)

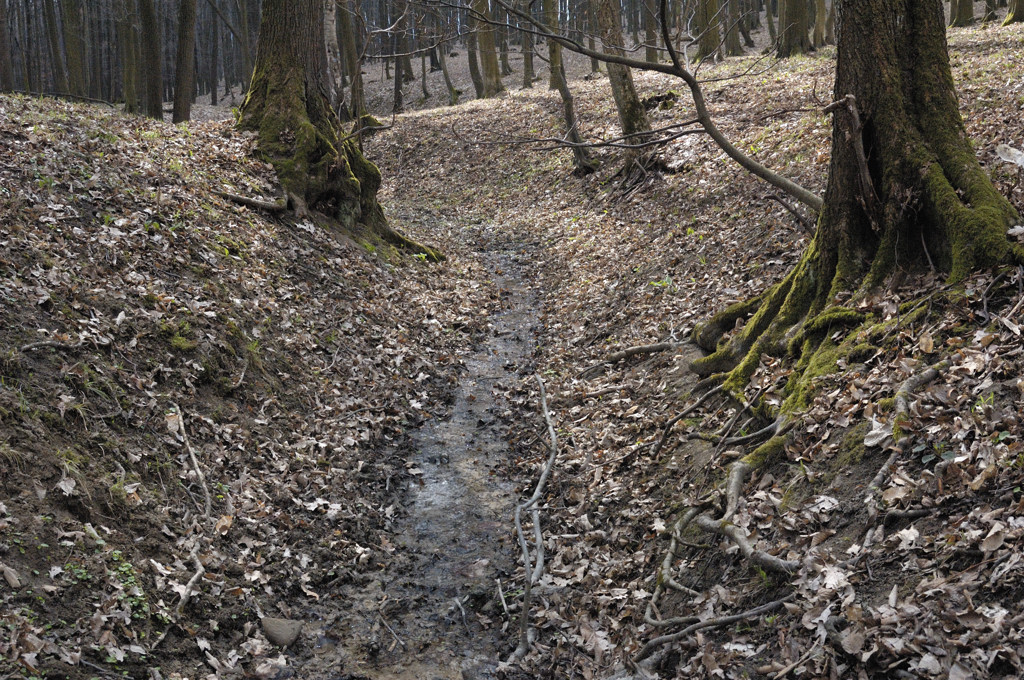
Potok Holubinka

Holubinka je potok na Záhorí, na rozhraní okresů Skalica a Myjava. Je to levostranný přítok Dolinského potoka, měří 2,9 km a je tokem VII. řádu.

## Tok
Pramení v Chvojnickej pahorkatině, v podcelku Zámčisko, na jihovýchodním svahu vrchu Zámčisko (434,1 m n. m.) v nadmořské výšce přibližně 345 m n. m. Na horním toku teče jihovýchodním směrem zalesněným územím po hoře Zámčisko, přičemž vytváří hranici mezi okresy Skalica na pravém a Senica na levém břehu. Potom se obloukem stáčí na jihozápad a zprava přibírá přítok z jižního úpatí vrchu Zámčisko. Následně se stáčí severojižním směrem, vstupuje do podcelku Unínská pahorkatina a protéká lokalitou Hladové nivy. Nakonec se stáčí na jihozápad, vstupuje na území okresu Senica a na západním úpatí Repnísk (258,3 m n. m.), severně od obce Dojč, ústí v nadmořské výšce 223,5 m n. m. do Dolinského potoka.